# Stefano Gross
Stefano Gross, född 4 september 1986 i Bolzano, Italien, är en italiensk alpin skidåkare som tävlar på världscupnivå och för G.S. Fiamme Gialle. Han debuterade i världscupen den 22 december 2008 i Alta Badia. 
Den första pallplatsen i världscupen kom den 8 januari 2012 i Adelbodens slalomtävling. Samma vinter tog han ytterligare två pallplatser. Den första segern i världscupen kom den 11 januari 2015 när han vann slalomtävlingen i schweiziska Adelboden. Han kom tvåa i nästföljande slalomtävling i Wengen.

### Fotnoter
1. ↑  ”Adelboden (SUI) 08.01.2012  FIS World Cup - Men's Slalom”. FIS. http://data.fis-ski.com/dynamic/results.html?sector=AL&competitorid=71585&raceid=66774. Läst 14 januari 2015.
2. ↑  ”Top 3 results”. FIS. http://data.fis-ski.com/dynamic/athlete-biography.html?sector=AL&competitorid=71585&type=result&category=WC&season=ALL&sort=&discipline=ALL&position=3&Submit=Search. Läst 14 januari 2015.
3. ↑  ”Adelboden (SUI) 11.01.2015 FIS World Cup - Men's Slalom”. FIS. http://data.fis-ski.com/dynamic/results.html?sector=AL&competitorid=71585&raceid=78897. Läst 14 januari 2015.